# 2004 (EP)
2004 è il primo EP del cantante italiano Frah Quintale, pubblicato il 21 ottobre 2016 dalla Undamento.

## Tracce
1. Terapia – 2:14
2. Gravità – 3:35
3. 2004 – 3:13
4. Pallone – 3:29
5. Tornado – 3:00